# Qiaolou (köping i Kina, lat 34,75, long 113,39)
Qiaolou (kinesiska: 乔楼, 乔楼镇) är en köping i Kina. Den ligger i provinsen Henan, i den centrala delen av landet, omkring 24 kilometer väster om provinshuvudstaden Zhengzhou. Antalet invånare är 39 526. Befolkningen består av 19 415 kvinnor och 20 111 män. Barn under 15 år utgör 14,0 %, vuxna 15-64 år 75 %, och äldre över 65 år 9,0 %.
Genomsnittlig årsnederbörd är 617 millimeter. Den regnigaste månaden är juli, med i genomsnitt 126 mm nederbörd, och den torraste är december, med 4 mm nederbörd.